# 알리 이븐 아비 탈리브

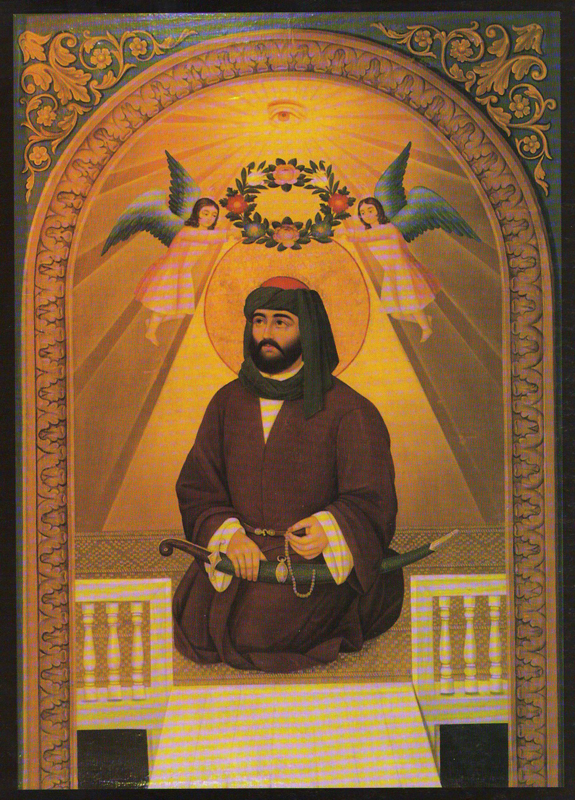
알리 이븐 아비 탈리브, 19세기 회화

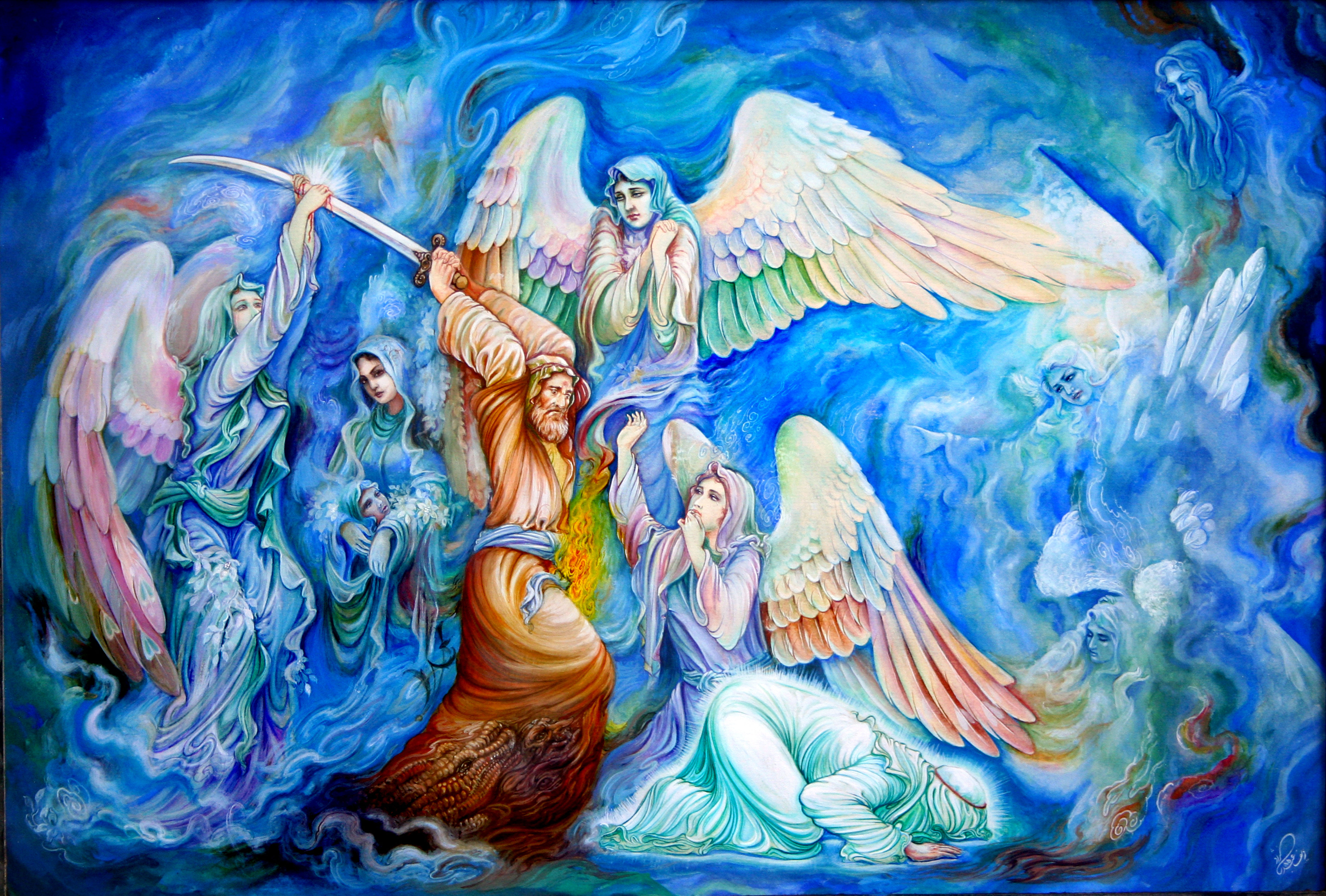
알리 이븐 탈리프 암살 - 화가 : 유세프 압디 네 자드 (Yousef Abdinejad)

알리 이븐 아비 탈리브(علي بن أﺑﻲ طالب Alī ibn Abī Ṭālib[*], 601년 9월 15일 메카 - 661년 1월 29일 이라크 거주기 쿠파)은 무함마드의 사촌동생으로, 무함마드의 보호자 아부 탈리브의 아들이다. 또한 그는 무함마드의 딸 파티마의 남편이었다.
이슬람의 초기 지도자이자 4대 칼리파. 수니파에서는 그를 이슬람의 4대이자 마지막 정통 칼리파로 여기고, 시아파는 초대 이맘이자 유일한 정통 칼리파로 간주한다.
가장 빨리 무함마드의 가르침에 귀의하여 예언자의 최대 협력자가 되었다. 제3대 칼리파 우스만이 살해되자 칼리파에 선출되었는데, 메카의 유력자나 우마이야가의 무아위야와의 대립으로 수도를 메디나에서 쿠파로 옮겼다. 그 후 알리는 국가 통일을 위하여 무아위야와 항쟁과 타협을 했으나, 661년 정정(政情) 불안을 개탄하는 이슬람교도에게 암살을 당하여 쿠파의 이슬람교 사원에서 쓰러졌다. 알리 및 그의 자손들을 지지하는 사람들을 시아파라고 하며, 이슬람교의 일대 분파를 형성했다.

## 참고 자료
- 이 문서에는 다음커뮤니케이션(현 카카오)에서 GFDL 또는 CC-SA 라이선스로 배포한 글로벌 세계대백과사전의 내용을 기초로 작성된 글이 포함되어 있습니다.

| 전임 우스만 이븐 아판 | 칼리파 656년 ~ 661년 | 후임 무아위야 1세 |

| 전임 없음 | 이맘 656년 ~ 661년 | 후임 하산 이븐 알리 |